# Cetopsis othonops
Cetopsis othonops är en fiskart som först beskrevs av Eigenmann 1912.  Cetopsis othonops ingår i släktet Cetopsis och familjen Cetopsidae. Inga underarter finns listade i Catalogue of Life.